# Inti-Illimani 4 - Hacia la libertad
Inti-Illimani 4 - Hacia la libertad è un album del gruppo musicale cileno Inti-Illimani, pubblicato nel 1975. È il loro quarto album pubblicato in Italia durante il loro esilio. 

## Descrizione
Registrato nell'ottobre del 1975 questo disco, dopo i tre precedenti che contenevano quasi esclusivamente nuove versioni di brani già incisi dal gruppo in patria, è il primo ad essere caratterizzato da materiali del tutto inediti.
Troviamo quindi al suo interno brani strumentali scritti da elementi del gruppo (Ciudad Ho Chi Minh, ispirata da un loro recente tour in Vietnam, e Chiloé dedicata all'omonima isola cilena), alcune canzoni, sempre scritte da alcuni dei componenti del gruppo, legate strettamente all'attualità cilena (Hacia la libertad, Canción a Víctor, dedicata a Víctor Jara, ucciso dai golpisti nei giorni immediatamente seguenti il golpe di Augusto Pinochet).
A queste si affiancano i nuovi arrangiamenti (tutti a cura del gruppo e tutti realizzati durante i primi anni dell'esilio italiano) di brani di alcuni degli autori più  importanti del movimento della Nueva Canción Chilena (Violeta Parra e Víctor Jara, del quale recuperano ben tre brani). Fa eccezione Vientos del pueblo, che era stata montata dal gruppo con il suo autore prima di partire dal Cile per il tour europeo.
Tra i vari brani si segnalano anche La patria prisionera, il cui testo di Pablo Neruda viene cantato alternato in spagnolo e italiano, e Canto a los caídos che, come già accaduto con Chile herido all'interno del loro secondo disco italiano, utilizza uno dei temi principali della colonna sonora composta da Luis Advis ed eseguita dagli stessi Inti-Illimani per il film di Miguel Littín La tierra prometida, sostituendo però i versi cantati originariamente con un nuovo testo, scritto da alcuni componenti del gruppo, legato anch'esso ai fatti cileni di quegli anni.
A differenza dei precedenti LP, l'interno copertina di Hacia la libertad non riporta scritti esplicativi appositamente firmati dal gruppo, compaiono invece due brevi testi altrui: il primo è il frammento di una lettera scritta da Luis Corvalán nel gennaio 1974 a sua moglie dal campo di concentramento dell'Isola Dawson, il secondo (di cui è riprodotto il manoscritto in fotografia) un appello clandestinamente inviato all'estero da alcuni portuali cileni nel quale si richiede l'embargo e il boicottaggio delle merci da/verso il Cile.
Il disco è stato pubblicato, in tempi diversi, in svariati paesi del mondo, sempre con identica track-list (tranne l'edizione statunitense che ordinò diversamente le canzoni), ma con le copertine a volte cambiate e, in alcuni casi, anche con il titolo modificato. Il disegno della copertina è opera del muralista cileno Eduardo "Mono" Carrasco.

### Brani
- Arriba quemando el sol è un esempio di poema musicale, un racconto di un viaggio sostenuto da un ritmo che procede pesante e spedito ma che anche sembra stentare. Le strofe sono articolate sui due accordi di fondamentale e di quarta, la tonalità cambia di coppia di strofe in coppia di strofe e il canto è a volte all'unisono a volte con il controcanto di terza superiore. Il brano è essenziale sia nel ritmo che nello sviluppo, essenzialità che contribuisce alla pittorica del brano stesso, solo nella ultima strofa compare l'eco della frase, di cui il titolo, ripetuto con le voci ottavate a sfumare.
- In Patria Prisioniera vi è la particolarità della presenza del testo tradotto in italiano, è anche uno dei pochi brani in cui Horacio Salinas è alle percussioni. Il brano è ricco di armonie tanto nelle strofe tanto nel ritornello; ritornello che, specie nel finale, è un esempio ben fatto di coralità orchestrale oltre che di talento arrangiativo.
- El Arado è un altro esempio di ricerca di sviluppi elaborati: pur restando nello schema di strofa-ritornello ha una struttura elaborata, viene riprodotto il suono del 'cascabel' e la chitarra esegue un lavoro complesso di alta qualità compositiva anche se non di particolare rilevanza tecnica. Commovente è il canto della quena accompagnato dall'arpeggio dissonante della chitarra.
- Mesta ed oscura è Canción a Víctor, che su un giro modale minore commovente è cantata da Horacio Salinas, profondo ammiratore di Víctor Jara. Il pedale di contrabbasso e violoncello è una soluzione usuale per questo periodo ed il canto della quena è semplice ed efficace, sia quando è da sola tra strofa e strofa, sia in accompagnamento nel finale. Il riferimento ai fatti sanguinosi dell'epoca (...cadesti lì, insieme ad altri mille...) è insolitamente esplicito.
- Ciudad Ho Chi Minh evidenzia le capacità di José Seves come compositore nel giocare con la pentafonia delle musiche asiatiche[2]: una saggia riproduzione di colori stranieri ben resa ed abbellita dalla varietà cromatica della strumentazione. Un motivetto semplice con effetti sonori che descrivono l'attività di lavoratori comuni, ripetuto prima dal charango, poi dal tiple e quindi dalla quena in un leggero crescendo. Segue un placato e misterioso intervallo in cui il suono del tiple è espressivo e caldo, è una riflessione affettuosa e mesta commentata coralmente dalle voci tenui e lontane dell'unisono che fanno da sottofondo; il tema riprende come insonnolito dalla quena che lentamente si risveglia, accompagnata dagli accordi isolati della chitarra, ed esplode nell'ultima strofa accompagnata da un veloce arpeggio.
- Vientos del Pueblo inizia con una inquietante serie di accordi pedale che prende un ritmo di corsa lenta e che si riempie di armonie vocali nella seconda strofa, sale di tonalità mediante un dialogo tra tiple e arpeggio di chitarra di rara semplicità ed incisività, seguito poi da un breve dialogo riflessivo di quenas che diventa un volo crescente incalzato dalle crome del tiple stesso, cui segue il cambio di tonalità vero e proprio. Notevole è il 'riff' vocale nel finire della terza strofa con un toccante maggiore-minore che cade poi, di nuovo, nel ritmo incalzante finale (incalzare suggerito anche dal testo).
- Canto a los caídos inizia con una sorta di ricercare a tre voci saggiamente costruito e dosato, una marcia scandita in maniera perentoria ma placata dalla chitarra prima che si ripete su due tonalità, e quindi è lanciato dal violoncello e cantato a piena voce dalla quena in due strofe separate da una decisa e magnifica cadenza sul IV grado minore e sul V. Il brano si conclude con un canto finale sempre sostenuto dal suono umano e pieno della quena in cui due gruppi di voci si alternano e si danno la parola l'un l'altro, il tutto sostenuto dal suono pieno e profondo di violoncello e contrabbasso.

## Tracce
1. Arriba quemando el sol (Violeta Parra) – 4:45
2. La patria prisionera (Pablo Neruda, Sergio Ortega) – 2:29
3. El arado (Víctor Jara) – 4:56
4. Canción a Víctor (Jorge Coulón, Horacio Salinas) – 3:15
5. Ciudad Ho Chi Minh (José Seves) – 4:46
6. Chiloé (Horacio Salinas) – 3:32
7. Vientos del pueblo (Víctor Jara) – 3:16
8. Hacia la libertad (José Seves, Horacio Salinas) – 3:51
9. Cai cai vilu (Víctor Jara) – 3:02
10. Canto a los caídos (José Seves, Jorge Coulón, Luis Advis) – 7:26

Durata totale: 41:18

## Formazione
- Jorge Coulón
- Max Berrú
- Horacio Salinas
- Horacio Durán
- José Miguel Camus
- José Seves

### Collaboratori
- P. Palomo - R. Díaz: disegno di copertina

## Edizioni
- Italia: 
  - I Dischi Dello Zodiaco VPA 8265, 1975
  - EMI 3C 054-62162, 1979
  - Inti-Illimani/Errebiesse VRMLP 107, 1983
  - CGD, CD
- Francia: Le chant du monde LDX-74629 (con il titolo Vers la liberté), 1976
- Germania Ovest: Pläne Records P17DF73 (con il titolo Bis wir frei sind), 1976
- Spagna: Movieplay 17.0880/4, 1976
- Messico: Discos Foton LPF 009, 1976
- Messico: Orfeon LP-16I-3013, 1979
- Giappone: Foreign Disc/Ongaku center CFD-0002, 1977
- USA: Monitor records MFS 781, 1976
- Venezuela: Color/Corporacion Los Ruices CLR-1555, 1977